# Gaya occidentalis
Gaya occidentalis là một loài thực vật có hoa trong họ Cẩm quỳ. Loài này được (L.) Sweet mô tả khoa học đầu tiên năm 1830.